# Adriano (ur. kwiecień 1982)
Adriano Pereira da Silva (ur. 3 kwietnia 1982 w Salvador) – brazylijski piłkarz występujący na pozycji obrońcy.

## Kariera
Pereira zawodową karierę rozpoczynał w sezonie 2001 w pierwszoligowym klubie Grêmio Porto Alegre. W brazylijskiej ekstraklasie zadebiutował 7 listopada 2001 w wygranym 3:1 meczu z Botafogo FR. Było to jednak jedyne spotkanie rozegrane przez niego w debiutanckim sezonie. W tamtym sezonie zdobył również z klubem puchar Brazylii. 19 września 2002 w wygranym 2:0 pojedynku z EC Juventude strzelił pierwszego gola w trakcie gry w lidze brazylijskiej. W Grêmio Pereira spędził w sumie trzy sezony. W tym czasie rozegrał tam 44 ligowe spotkania i zdobył 2 bramki.
W 2004 roku podpisał kontrakt z włoskim US Palermo. Pierwszy występ w Serie A zanotował 27 października 2004 w przegranym 1:2 spotkaniu z Livorno. Przez pierwsze pół sezonu w lidze zagrał jeden raz. W styczniu 2005 został wypożyczony do Atalanty BC. Do końca sezonu 2004/2005 w jej barwach rozegrał 10 spotkań i strzelił 2 gole. Po zakończeniu rozgrywek ligowych, w których Atalanta zajęła dwudzieste miejsce i spadła do drugiej ligi, Pereira trafił do klubu z Bergamo na zasadzie transferu definitywnego. W sezonie 2005/2006 w Serie B uplasował się z klubem na pierwszej pozycji i powrócił z nim do ekstraklasy. W Atalancie grał jeszcze przez rok. Łącznie wystąpił tam w 61 ligowych meczach i zdobył 2 bramki.
W 2007 roku za kwotę 2,5 miliona euro został sprzedany do francuskiego AS Monaco. W Ligue 1 zadebiutował 22 września 2007 w przegranym 0:1 meczu z Valenciennes FC. W pierwszym sezonie w lidze zagrał 24 razy, a Monaco zajęło dwunaste miejsce w tabeli. W sezonie 2008/2009 rozegrał 15 spotkań, a jego klub uplasował się na jedenastej pozycji. W 2013 roku jako gracz Monaco zakończył karierę.
| Sezon     | Klub        | Kraj     | Rozgrywki | Mecze | Gole | Rozgrywki Europy | Mecze | Bramki |
| --------- | ----------- | -------- | --------- | ----- | ---- | ---------------- | ----- | ------ |
| 2001      | Grêmio      | Brazylia | Série A   | ?     | ?    | –                | –     | –      |
| 2002      | Grêmio      | Brazylia | Série A   | ?     | ?    | –                | –     | –      |
| 2003      | Grêmio      | Brazylia | Série A   | ?     | ?    | –                | –     | –      |
| 2004      | Grêmio      | Brazylia | Série A   | ?     | ?    | –                | –     | –      |
| 2004/2005 | US Palermo  | Włochy   | Serie A   | 1     | 0    | –                | –     | –      |
| 2004/2005 | Atalanta BC | Włochy   | Serie A   | 10    | 2    | –                | –     | –      |
| 2005/2006 | Atalanta BC | Włochy   | Serie B   | 34    | 1    | –                | –     | –      |
| 2006/2007 | Atalanta BC | Włochy   | Serie A   | 25    | 1    | –                | –     | –      |
| 2007/2008 | Atalanta BC | Włochy   | Serie A   | 1     | 0    | –                | –     | –      |
| 2007/2008 | AS Monaco   | Francja  | Ligue 1   | 24    | 0    | –                | –     | –      |
| 2008/2009 | AS Monaco   | Francja  | Ligue 1   | 15    | 0    | –                | –     | –      |
| 2009/2010 | AS Monaco   | Francja  | Ligue 1   | 16    | 0    | –                | –     | –      |
| 2010/2011 | AS Monaco   | Francja  | Ligue 1   | 32    | 4    | –                | –     | –      |
| 2011/2012 | AS Monaco   | Francja  | Ligue 2   | 14    | 0    | –                | –     | –      |
| 2012/2013 | AS Monaco   | Francja  | Ligue 2   | 15    | 1    | –                | –     | –      |